# 1021º Reggimento artiglieria missilistica contraerei
Il 1021º Reggimento artiglieria missilistica contraerei (in ucraino 1021-й зенітний ракетно-артилерійський полк?, 1021-j zenitnyj raketno-artylerijs'kyj polk,) è un'unità di artiglieria contraerea direttamente subordinata al comando delle Forze terrestri ucraine con base a Hvardijs'ke.

## Storia
L'unità è stata costituita nel 2023 a causa della necessità di rafforzare la componente antiaerea dell'esercito ucraino in seguito all'invasione russa dell'Ucraina.

## Struttura
- Comando di reggimento
- 1º Battaglione artiglieria missilistica contraerei
- 2º Battaglione artiglieria missilistica contraerei
- 3º Battaglione artiglieria missilistica contraerei
- Battaglione acquisizione obiettivi
- Compagnia genio
- Compagnia manutenzione
- Compagnia logistica